# Alisa (asistente virtual)
Alisa (en ruso: Алиса) es un asistente virtual personal inteligente ruso para sistemas operativos Android, iOS y Windows desarrollado por Yandex. Alisa fue introducida oficialmente el 10 de octubre de 2017.
Integra múltiples servicios para ayudar a los usuarios a realizar de manera eficiente todo tipo de tareas: encontrar información en línea, planificar una ruta, reproducir música u obtener un pronóstico del tiempo, entre muchas otras cosas. Usando redes neuronales profundas entrenadas en conjuntos de datos masivos, Alisa proporciona una experiencia de usuario muy parecida a la de interactuar con otra persona. Tiene habilidades superiores en el idioma ruso, una personalidad distinta con sentido del humor y la habilidad de entender frases y preguntas incompletas.
Las peticiones de voz a Alisa son procesadas por los servidores de Yandex para retener algunas de ellas con el objetivo de expandir los datos de entrenamiento de Alisa. Según Denis Filippov, director de Yandex Speech Technologies, los datos de voz conservados son completamente anónimos y sin ninguna asociación con las cuentas de los usuarios.

## Desarrollo
Una versión beta de Alisa fue lanzada en mayo de 2017. Más tarde se agregó un motor de charla basado en redes neuronales que permitía a los usuarios de habla rusa tener conversaciones gratuitas con Alisa sobre cualquier cosa. El reconocimiento del habla resultó ser particularmente difícil para el idioma ruso debido a sus complejidades gramaticales y morfológicas. Para manejarlo, Alisa estaba equipado con el SpeechKit de Yandex, que, según la tasa de error de palabra, proporciona la más alta precisión para el reconocimiento hablado ruso. La voz de Alisa se basa en la voz de la actriz rusa Tatyana Shitova.